# 8594 Альбіфронс
8594 Альбіфронс (2245 T-1, 1992 RA6, 8594 Albifrons) — астероїд головного поясу.
Тіссеранів параметр щодо Юпітера — 3,474.